# Eukoenenia corozalensis
Eukoenenia corozalensis är en spindeldjursart som beskrevs av Montaño och Francke 2006. Eukoenenia corozalensis ingår i släktet Eukoenenia och familjen Eukoeneniidae. Inga underarter finns listade i Catalogue of Life.